# 蕭巖壽
蕭巖壽（1029年—1077年），遼朝（契丹）軍人、政治人物，契丹乙室部出身。
萧岩寿性刚直，尚义气。辽兴宗重熙末年，蕭巖壽出仕。辽道宗即位，受皇太后萧挞里推薦被任用。道宗狩猎出行，蕭巖壽主管其事，被道宗重视。历任文班太保、同知枢密院事。咸雍五年（1069年），在耶律仁先属下击败阻卜。受诏留驻，以部下逃归者较多，被免官。咸雍十年（1074年）討敵烈部之功，任敵烈部節度使。大康元年（1075年），为同知南院宣徽使事，转任北面林牙，掌管文翰。大康二年（1076年）蕭巖壽密奏耶律乙辛因为以皇太子耶律濬知国政，心不自安，与张孝杰多次过从甚密，恐有阴谋，动摇太子。道宗出任耶律乙辛外任为中京留守。耶律乙辛生日，道宗派近臣耶律白斯賜物祝贺，耶律乙辛说「臣見姦人在朝廷，陛下孤危。身虽在外，依然憂慮」。耶律白斯转达。道宗派人向耶律乙辛賜車，说「无虑弗用，行将召矣。」。于是开始怀疑蕭巖壽，出为順義軍節度使。耶律乙辛复入朝为北院枢密使，流放蕭巖壽到烏隗路，终身拘作。大康三年（1077年），耶律乙辛誣告蕭巖壽参与废立皇帝，执还殺害，年四十九岁。乾统年间，耶律濬子天祚帝即位，蕭巖壽名誉恢復，赠同中书门下平章事，绘像宜福殿。

## 延伸阅读
[在维基数据编辑]
 《遼史·卷99》，出自脱脱《遼史》